# Chappes (Puy-de-Dôme)
Chappes település Franciaországban, Puy-de-Dôme megyében. Lakosainak száma 1609 fő (2022. január 1.). Chappes Ennezat, Chavaroux, Entraigues, Lussat és Saint-Beauzire községekkel határos.

## Népesség
A település népességének változása:
| Lakosok száma | 1595 | 1665 | 1689 | 1655 | 1642 | 1630 | 1632 | 1617 | 1609 |
|               | 2013 | 2015 | 2016 | 2017 | 2018 | 2019 | 2020 | 2021 | 2022 |